# Billy Mills
William Mervin (Billy) Mills (Pine Ridge, South Dakota, 30 juni 1938) is een Amerikaanse voormalige langeafstandsloper. Hij werd olympisch kampioen op de 10.000 m.

## Biografie

### Jeugd
Billy Mills was een geboren Oglala Lakota-indiaan en groeide op in het Pine Ridge-reservaat. Zijn indiaanse naam is Makata Taka Hela, wat "houd van je land" of vrij vertaald "respecteer de wereld" betekent. Hij groeide op in armoede en werd op twaalfjarige leeftijd wees. 
Hij begon als bokser, maar legde zich later toe op het hardlopen als student van het Haskell Institute, een Indiaanse kostschool in Lawrence. Hij ontdekte dat hij talent had als langeafstandsloper en verbeterde een aantal schoolrecords. Eind jaren vijftig kreeg hij als atleet een studiebeurs aan de Universiteit van Kansas. Na zijn studie werd hij luitenant bij de Amerikaanse marine.

### Senioren
In 1964 plaatste hij zich gelijk voor de finale op de 10.000 m bij de Olympische Spelen van 1964 in Tokio. Slingerend door een veld van gedubbelde lopers won hij deze wedstrijd in 28.24,4 met slechts 0,4 seconden voorsprong op de Tunesiër Mohammed Gammoudi. Hij was hiermee de eerste Amerikaan die olympisch goud won op deze afstand. In datzelfde jaar finishte hij als veertiende op de marathon van Tokio.
Later verbeterde hij de Amerikaanse records op de 10.000 m en de 3 Eng. mijl en vestigde in 1965, samen met Gerry Lindgren, een wereldrecord op de 6 Eng. mijl. Zijn leven werd in 1984 verfilmd (Running Brave met Robby Benson in de hoofdrol). In dat jaar werd hij ook opgenomen in de Amerikaanse olympische Hall of Fame.

## Titels
- Olympisch kampioen 10.000 m - 1964
- Amerikaans kampioen 10.000 m - 1965
- Amerikaans indoorkampioen 3 Eng. mijl - 1965

## Persoonlijke records
| Onderdeel            | Prestatie | Jaar | Plaats |
| -------------------- | --------- | ---- | ------ |
| 1 Eng. mijl          | 4.03,5    | 1965 |        |
| 2 Eng. mijl (indoor) | 8.41,4    | 1965 |        |
| 5000 m               | 13.41,4   | 1965 |        |
| 6 Eng. mijl          | 27.11,6   | 1965 |        |
| 10.000 m             | 28.17,60  | 1965 |        |
| marathon             | 2:22.55   | 1964 | Tokio  |

## Palmares

### 10.000 m
- 1964:  OS - 28.24,4 (OR)

### marathon
- 1964: 14e OS - 2:22.55,4

1912: Hannes Kolehmainen ·
1920: Paavo Nurmi ·
1924: Ville Ritola ·
1928: Paavo Nurmi ·
1932: Janusz Kusociński ·
1936: Ilmari Salminen ·
1948: Emil Zátopek ·
1952: Emil Zátopek ·
1956: Vladimir Koets ·
1960: Pjotr Bolotnikov ·
1964: Billy Mills ·
1968: Naftali Temu ·
1972: Lasse Virén ·
1976: Lasse Virén ·
1980: Miruts Yifter ·
1984: Alberto Cova ·
1988: Brahim Boutayeb ·
1992: Khalid Skah ·
1996: Haile Gebrselassie ·
2000: Haile Gebrselassie ·
2004: Kenenisa Bekele ·
2008: Kenenisa Bekele ·
2012: Mo Farah ·
2016: Mo Farah ·
2020: Selemon Barega ·
2024: Joshua Cheptegei
- Gemeinsame Normdatei: 1073190501
- World Athletics: 14355770
- International Standard Name Identifier: 0000 0001 0960 6015
- Library of Congress Control Number: n93080668
- Bibliotheek van het Japanse parlement: 00759104
- Virtual International Authority File: 25494000
- WorldCat: E39PBJxcVQYf6yQ3yQCQJXFtKd